# Kloppeven
Het Kloppeven (ook: Klopven) is een natuurgebied van 8 ha ten noordwesten van de kom van Horn.
Het betreft hier geen ven in de eigenlijke zin, maar een voormalige Maasarm.
Dit gebied werd in het verleden gebruikt als stortplaats, terwijl het tegenwoordig een natuurgebied is met bos, houtwallen en een aantal waterpartijen. Het ligt vlak bij een nieuwbouwwijk, die een straat bevat welke eveneens Kloppeven heet.
De oude Maasarm vervolgt zich in noordelijke richting, waar nog natuurgebied Houterven gelegen is, om vervolgens de bedding te vormen voor de Haelense Beek.